# Rasheed Brokenborough
Rasheed Brokenborough (* 24. Juni 1976) ist ein ehemaliger US-amerikanischer Basketballspieler.

## Werdegang
Während seiner Jugend in Philadelphia spielte Brokenborough Basketball für die Schulmannschaft der University City High School. Mit insgesamt 1774 erzielten Punkten stellte er eine neue Bestmarke für die Schulmannschaft auf. Der 1,91 Meter große Aufbauspieler bestritt zwischen 1996 und 1999 eine Gesamtanzahl von 96 Spielen für die Mannschaft der Temple University und kam auf einen Mittelwert von 13,1 Punkten je Begegnung.
Brokenborough wechselte ins Profigeschäft, war als Berufsbasketballspieler zunächst in seinem Heimatland beschäftigt: Im Spieljahr 1999/2000 stand er erst in Diensten der Grand Rapids Hoops in der Continental Basketball Association, im März 2000 wechselte er in die United States Basketball League zu Lancaster. In der US-Liga NRL (National Rookie League) spielte er im Jahr 2000 für die Mannschaft Philadelphia Force sowie anschließend 2000/01 ebenfalls in den Vereinigten Staaten für South Dakota Gold in der International Basketball Association (IBA).
Die Kapfenberg Bears wurden 2001 Brokenboroughs erster Verein im Ausland. Er blieb bis 2004 bei den Steirern. Mit Kapfenberg wurde er 2002, 2003 und 2004 österreichischer Meister. Im Spieljahr 2002/03 war er mit einem Wert von 24,4 Punkten je Begegnung der beste Korbschütze der Bundesliga.
2005 gehörte er den Cocodrilos de Caracas in Venezuela an, ab März 2005 stand er beim spanischen Erstligisten Plus Pujol Lleida unter Vertrag. Er bestritt elf Spiele für die Mannschaft und erzielte im Durchschnitt 9,4 Punkte je Begegnung.
Brokenborough wechselte 2005 zu BK Ventspils nach Lettland und wurde mit der Mannschaft 2006 lettischer Meister. Im Spieljahr 2006/07 stand der US-Amerikaner bei Tofaş Bursa in der Türkei unter Vertrag.
2007/08 war der italienische Erstligist Victoria Libertas Pesaro sein Arbeitgeber, für den er im Durchschnitt 5,8 Punkte je Begegnung erzielte und insbesondere durch seine Stärken in der Verteidigung auffiel. Nach einem Jahr bei Apoel Nikosia auf Zypern (2008/09) mit dem Gewinn der Staatsmeisterschaft kehrte Brokenborough im März 2010 in die österreichische Bundesliga zurück und verstärkte bis 2011 WBC Wels.